# Трокайни (гміна Лукта)
Трокайни (пол. Trokajny, нім. Groß Trukainen) — село в Польщі, у гміні Лукта Острудського повіту Вармінсько-Мазурського воєводства.
Населення — 83 особи (2011).

## Демографія
Демографічна структура станом на 31 березня 2011 року:
|          | Загалом | Допрацездатний вік | Працездатний вік | Постпрацездатний вік |
| -------- | ------- | ------------------ | ---------------- | -------------------- |
| Чоловіки | 40      | 12                 | 26               | 2                    |
| Жінки    | 43      | 11                 | 24               | 8                    |
| Разом    | 83      | 23                 | 50               | 10                   |